# Fregaty rakietowe typu Absalon
Fregaty rakietowe typu Absalon – dwie jednostki Królewskiej Duńskiej Marynarki Wojennej. Pierwotnie powstały i były klasyfikowane jako okręty wsparcia, w 2020 roku przeklasyfikowane na fregaty rakietowe.
Okręty typu Absalon są kolejnymi duńskimi jednostkami opracowanymi w zgodzie z rodzimym systemem Standard Flex. Jest to koncepcja modułowości, w ramach której można dokonać stosunkowo łatwej wymiany uzbrojenia i wyposażenia na okręcie, aby przystosować go do wypełniania różnych zadań, zgodnie z aktualną potrzebą. Jednostka typu Absalon może więc służyć jako okręt dowodzenia, okręt desantowy, transportowiec, okręt szpitalny lub stawiacz min.

## Projektowanie
Od lat 80. XX wieku Dania rozwija koncepcję budowy uniwersalnych okrętów z modułowym wyposażeniem systemu Standard Flex (pierwsze były okręty patrolowe typu Flyvefisken). Na przełomie XX i XXI wieku opracowano projekt nowatorskich jednostek, łączących funkcje okrętu bojowego, transportowego, dowodzenia, łączności i wsparcia, nadających się zwłaszcza do pełnienia misji pokojowych i humanitarnych, które stały się istotnym zadaniem marynarek wojennych państw zachodnich. Dla zmniejszenia kosztów, przy projektowaniu i budowie wykorzystywano technologie cywilne. Zaklasyfikowano je w Danii jako Fleksible Støtteskibe (FS) – elastyczne okręty wsparcia. W literaturze zauważa się, że mają pełnić podobne funkcje jak dawne awiza kolonialne lub krążowniki kolonialne. 
Budowę pierwszej jednostki „Absalon”, która dała nazwę typowi, rozpoczęto 30 kwietnia 2003 roku, oba okręty wodowano w 2004 roku i oddano do służby w 2005 roku. Budowane były w stoczni Odense Stålskibsværf A/S w Odense.
Dotąd nie brały udziału w konflikcie zbrojnym, lecz wykorzystywano je w zwalczaniu piractwa u wybrzeży Somalii (Operacja Atalanta).
W październiku 2020 roku Dania zdecydowała przeklasyfikować okręty na fregaty rakietowe i zaadaptować je przede wszystkim do roli zwalczania okrętów podwodnych.

## Opis konstrukcyjny
Kadłub okrętów jest gładkopokładowy, z silnie wychyloną prostą dziobnicą i wieżą działa na pokładzie dziobowym. Ponad połowę długości kadłuba zajmuje nadbudowa na śródokręciu, łącząca dziobową i rufową nadbudówkę, z płaskimi nachylonymi ścianami łączącymi się z burtami i ustawionymi w stosunku do nich pod kątem. Jej przednia łamana ściana jest silnie nachylona do tyłu i zwieńczona jest przeszklonym pomostem bojowym na całą szerokość. Pod nim znajduje się bojowe centrum informacji. Większymi otworami w bocznych ścianach nadbudówki rufowej są wnęki na łodzie półsztywne, zasłaniane roletami. Cały pokład rufowy zajęty jest przez lądowisko śmigłowców o powierzchni 850 m². Kadłub, nadbudowa i graniaste maszty oraz kominy zaprojektowane są zgodnie z nowoczesnymi zasadami architektury okrętowej, zakładającymi zmniejszenie śladu radiolokacyjnego okrętów (stealth). Starano się także zminimalizować generowane przez okręt pola fizyczne (akustyczne, termiczne, magnetyczne).
Kadłub i nadbudowa zbudowane są z 10 zasadniczych bloków. Kadłub podzielony jest na 16 przedziałów wodoszczelnych. Pomieszczenia załogi znajdują się w nadbudówce i pod nią. Załoga liczy etatowo 100 osób, lecz przewidziano miejsca dla 140 osób; marynarze mają kabiny czteroosobowe, a oficerowie i podoficerowie jedno- lub dwuosobowe. Większą część rufowej nadbudówki zajmuje hangar mieszczący dwa ciężkie śmigłowce EH-101 Merlin. Na pokładzie nadbudowy między nadbudówką dziobową i rufową znajduje się pięć gniazd na moduły uzbrojenia Standard Flex. 
W części rufowej w kadłubie znajduje się zamknięty pokład ładunkowy o wymiarach 84×10,9×4,5 m i powierzchni użytkowej ok. 900 m². Załadunek możliwy jest przez  rampę w pawęży rufowej. Można transportować pojazdy o masie do 62 ton, np. 12 czołgów podstawowych lub ponad 40 samochodów. Na pokładzie tym mogą zostać zainstalowane specjalistyczne kontenery, umożliwiające transport do 170 ludzi, pełnienie roli okrętu dowodzenia ze specjalistycznym wyposażeniem i pomieszczeniami mieszkalnymi dla 70 oficerów sztabowych, albo okrętu szpitalnego z blokiem operacyjnym i salami intensywnej opieki medycznej dla 40 pacjentów. Istnieje także możliwość zaadaptowania okrętu do roli stawiacza min, przenoszącego na torach minowych do 400 min.
Wyporność standardowa wynosi 4500 ton, a pełna 6600 ton. Okręty mają długość całkowitą 137 m, szerokość 19,5 m i zanurzenie maksymalne 6,3 m.

### Uzbrojenie
Główne uzbrojenie stałe stanowi amerykańska armata kalibru 127 mm Mk 45 Mod 2 o długości L/54 (54 kalibrów, produkcji BAE Systems, w wieży na dziobie. Początkowo przewidywano uzbrojenie okrętów w armaty kalibru 76 mm OTO Melara z wycofywanych ze służby ścigaczy, ale zdecydowano się na zakup nowych znacznie skuteczniejszych armat większego kalibru.
Uzbrojenie to uzupełniają dwa zestawy artyleryjskie obrony bezpośredniej GDM-008 Millennium firmy Rheinmetall Defence (dawnej Oerlikon), każdy z rewolwerową armatą kalibru 35 mm o szybkostrzelności 1000 strz./min, umieszczone w superpozycji przed nadbudówką dziobową oraz na dachu hangaru na rufie. Zasięg zwalczania samolotów wynosi do 3,5 km, a pocisków rakietowych do 1,2 km, a w przypadku użycia amunicji programowalnej AHEAD – do 2000 m. Ponadto można na okręcie zamontować do sześciu karabinów maszynowych kalibru 12,7 mm w przypadku zwalczania zagrożeń asymetrycznych.
Uzbrojenie rakietowe może być instalowane na pięciu gniazdach na moduły Standard Flex. Typowo stanowią je dwa moduły z pociskami przeciwokrętowymi AGM-84 Harpoon i trzy moduły z pociskami przeciwlotniczymi RIM-162B ESSM. Każdy moduł z pociskami Harpoon obejmuje dwa bloki z czterema kontenerami startowo-transportowymi, ustawione pod kątem w kierunku przeciwległych burt – łącznie w dwóch modułach okręt przenosi 16 pocisków AGM-84 Harpoon Block II. Każdy moduł pocisków przeciwlotniczych mieści starszą wyrzutnię Mk 48 z sześcioma pionowymi kontenerami startowo-transportowymi pocisków ESSM lub nowszą Mk 56 Mod 1 z dwunastoma; łącznie okręt może przenosić ich od 18 do 36. Ponadto okrętu mają cztery podwójne wyrzutnie pocisków przeciwlotniczych bardzo bliskiego zasięgu Stinger.
Uzbrojenie przeciwpodwodne stanowią dwie dwururowe wyrzutnie torped MU90 Impact kalibru 324 mm, umieszczone na pokładzie na każdej z burt na śródokręciu, zasłonięte w położeniu marszowym pokrywami w ścianach nadbudowy.

## Lista okrętów
| Nazwa        | Numer | Położenie stępki  | Wodowanie       | Oddanie do służby | Zdjęcie |
| ------------ | ----- | ----------------- | --------------- | ----------------- | ------- |
| Absalon      | L16   | 28 listopada 2003 | 25 lutego 2004  | 10 stycznia 2005  |         |
| Esbern Snare | L17   | 24 marca 2004     | 21 czerwca 2004 | 17 kwietnia 2005  |         |

## Służba
„Absalon” służył m.in. do zadań antypirackich u wybrzeży Somalii w 2008 roku. 17 września 2008 roku zatrzymał 10 piratów, a 20 września dalsze trzy łodzie z piratami, lecz z uwagi na niemożność sądzenia ich w Danii oraz groźbę utraty życia w razie sądzenia w Somalii, zostali oni wypuszczeni, po zniszczeniu broni.